# جوانی (فیلم ۱۹۸۴)
جوانی (به هندی: जवानी) یک فیلم عاشقانه و درام هندی محصول سال ۱۹۸۴ به تهیه کنندگی و کارگردانی رامش بهل با بازی کاران شاه، نیلم کوتهاری، شارمیلا تاگور و موشومی چاترجی است. این فیلم یک داستان عاشقانه مثلثی با پیوندهای خانوادگی قوی است. و قصه عمدتاً حول محور کاران شاه و نیلم کوتهاری تمرکز دارد.